# Light novel di Baccano!
Questa è la lista delle light novel di Baccano!, serie scritta da Ryohgo Narita ed illustrata da Katsumi Enami. La serie, spesso narrata da multeplici punti di vista, segue le storie di diversi personaggi — tra cui mafiosi, alchimisti e ladruncoli — che si intersecano tra loro in un periodo che va dal XVIII secolo ai giorni nostri, passando per il proibizionismo americano. Narita ha presentato il primo racconto alla nona edizione del Dengeki Novel Prize nel 2002, aggiudicandosi il terzo posto. Questa light novel è stata poi pubblicata da ASCII Media Works il 10 febbraio 2003 sulla rivista Dengeki Bunko. Attualmente l'opera è ancora in corso di pubblicazione, con 21 volumi messi in commercio.
La serie è stata esportata in tutto il sud-est asiatico: l'edizione sudcoreana è edita da Daewon C.I. nella collana Newtype Novels, una versione in cinese è pubblicata dalla Kadokawa Media.

## Lista volumi
| Nº | Giapponese 「Kanji」 - Rōmaji                                                          | Data di prima pubblicazione              | Data di prima pubblicazione |
| Nº | Giapponese 「Kanji」 - Rōmaji                                                          | Giapponese                               |                             |
| 1  | 「The Rolling Bootlegs」                                                               | 10 febbraio 2003 ISBN 4-8402-2278-9      |                             |
| 2  | 「1931 鈍行編 The Grand Punk Railroad」 - 1931 Donkōhen The Grand Punk Railroad        | 9 agosto 2003 ISBN 4-8402-2436-6         |                             |
| 3  | 「1931 特急編 The Grand Punk Railroad」 - 1931 Tokkyūhen The Grand Punk Railroad       | 10 settembre 2003 ISBN 4-8402-2459-5     |                             |
| 4  | 「1932 Drug & The Dominos」                                                            | 10 ottobre 2003 ISBN 4-8402-2494-3       |                             |
| 5  | 「2001 The Children Of Bottle」                                                        | 10 febbraio 2004 ISBN 4-8402-2609-1      |                             |
| 6  | 「1933 <上> THE SLASH ~クモリノチアメ~」 - 1933 <Jō> The Slash ~Kumori Nochi Ame~      | 10 settembre 2004 ISBN 4-8402-2787-X     |                             |
| 7  | 「1933 <下> THE SLASH ~チノアメハ、ハレ~」 - 1933 <Ge> The Slash ~Chi no Ame wa, Hare~ | 10 novembre 2004 ISBN 4-8402-2850-7      |                             |
| 8  | 「1934 獄中編 Alice in Jails」 - 1934 Gokuchūhen Alice in Jails                        | 10 ottobre 2006 ISBN 4-8402-3585-6       |                             |
| 9  | 「1934 娑婆編 Alice in Jails」 - 1934 Shabahen Alice in Jails                          | 10 dicembre 2006 ISBN 4-8402-3636-4      |                             |
| 10 | 「1934 完結編 Peter Pan in Chains」 - 1934 Kanketsuhen Peter Pan in Chains             | 10 aprile 2007 ISBN 978-4-8402-3805-2    |                             |
| 11 | 「1705 The Ironic Light Orchestra」                                                    | 10 luglio 2007 ISBN 978-4-8402-3910-3    |                             |
| 12 | 「2002 (A side) Bullet Garden」                                                        | 10 ottobre 2007 ISBN 978-4-8402-4027-7   |                             |
| 13 | 「2002 (B side) Blood Sabbath」                                                        | 10 novembre 2007 ISBN 978-4-8402-4069-7  |                             |
| 14 | 「1931 臨時急行編 Another Junk Railroad」 - 1931 Rinjikyūkōhen Another Junk Railroad   | 10 gennaio 2009 ISBN 978-4-04-867462-1   |                             |
| 15 | 「1710 Crack Flag」                                                                    | 10 aprile 2010 ISBN 978-4-04-868459-0    |                             |
| 16 | 「1932 - Summer man in the killer」                                                    | 10 giugno 2011 ISBN 978-4-04-870556-1    |                             |
| 17 | 「1711 Whitesmile」                                                                    | 10 dicembre 2011 ISBN 978-4-04-886186-1  |                             |
| 18 | 「1935-A Deep Marble」                                                                 | 10 settembre 2012 ISBN 978-4-04-886893-8 |                             |
| 19 | 「1935-B Dr. Feelgreed」                                                               | 10 dicembre 2012 ISBN 978-4-04-891204-4  |                             |
| 20 | 「1931-Winter The Time of The Oasis」                                                  | 10 marzo 2013 ISBN 978-4-04-891431-4     |                             |
| 21 | 「1935-C The Grateful Bet」                                                            | 10 ottobre 2013 ISBN 978-4-04-866037-2   |                             |
| 22 | 「1935-D Luckstreet Boys」                                                             | 10 agosto 2016 ISBN 978-4-04-892184-8    |                             |